# Luisa María Calderón Hinojosa
Luisa María de Guadalupe Calderón Hinojosa (Ciudad de México, 23 de octubre de 1956), también conocida como Cocoa, es una psicóloga y política mexicana, hija de Carmen Hinojosa y Luis Calderón Vega cofundador del Partido Acción Nacional (PAN). Fue diputada en la LIV Legislatura de 1988 a 1991 y senadora de 2000 a 2006. Fue candidata por el PAN y el partido Nueva Alianza al gobierno de Michoacán en las elecciones estatales de 2011, donde fue derrotada por el candidato del PRI, Fausto Vallejo Figueroa.

## Biografía
Creció en la ciudad de Morelia al lado de sus padres María del Carmen Hinojosa y Luis Calderón Vega y sus cuatro hermanos: Luis Gabriel, María del Carmen, Juan Luis y Felipe Calderón Hinojosa, expresidente de los Estados Unidos Mexicanos. Desde hace 29 años forma una familia con su hijo Esteban Calderón.

### Educación
Cursó la primaria en el Colegio Motolinía, la secundaria en la Esc. Técnica 65, la preparatoria en Ing. Pascual Ortiz Rubio N.º 2 y en el Tecnológico de Morelia. Cursó la Licenciatura en psicología en el Instituto Tecnológico y de Estudios Superiores de Occidente (ITESO), graduándose en 1980 con la tesis «La Relajación como Conducta Incompatible con el Síndrome de Abstinencia en Fármaco Dependientes».
Hizo la maestría en Investigación Etnográfica, Teoría Antropológica y Relaciones Interculturales, en la Universidad Iberoamericana (UIA), graduándose con la investigación «Del Honor en los Espacios Constitucionales».

### Carrera política
Miembro del PAN desde 1976, proviene de una familia de militancia panista histórica, en 1983 fue elegida Diputada al Congreso de Michoacán, y diputada federal a la LIV Legislatura de 1988 a 1991. En 2000 fue elegida senadora por lista plurinominal. Fue candidata por el Partido Acción Nacional al Gobierno del Estado de Michoacán durante las elecciones de 2011.
En 2012 fue electa senadora por lista plurinominal por segunda ocasión, puesto al que pidió licencia en 2015 para ser candidata a la presidencia municipal de Morelia. En 2017 renunció al PAN.